# CD44
CD44，在人體內是一種由11號染色體上的CD44基因編碼的細胞表面黏附分子，化學本質是糖蛋白，屬於一類分化簇（CD）。CD44是一種常用的幹細胞表面標記物，同時在人體內也參與淋巴細胞活化、循環，以及歸巢、惡性腫瘤的發生及轉移等過程。

## 遺傳學與分子生物學
CD44的基因位於人11號染色體上，具有可變剪接現象。已有研究證明，不同轉錄本轉譯的CD44具有不同的功能，分子量從85到200kD不等，其中最經典的標準CD44分子（sCD44）是從造血細胞中分離出來的，分子量約爲85-90kD，由外顯子1-5和16-20組合而成。CD44分子在人體內廣泛分佈，並參與許多生物學過程，比如淋巴細胞的活化、再循環（recirculation），以及歸巢（homing）、造血過程、惡性腫瘤的發生與轉移等。
CD44蛋白由一條肽鏈組成，膜外結構域位於肽鏈一端，一個膜側翼區與之相連，另有一個穿膜結構域和一個位於細胞膜靠細胞質一側的尾部。

## 應用
在生物學和醫學研究中，CD44可用作幹細胞標記物，用於幹細胞的鑑定。許多惡性腫瘤細胞中CD44的表達上調，比如卵巢癌。另外，CD44可能和惡性腫瘤的發生和轉移有關，在相關過程中發揮一定的作用，比如已有證據表明CD44與頭頸鱗狀细胞癌的發展有關。
CD44蛋白决定了人類的印度血型（In）。